# كايوس
البابا القديس كايوس (باللاتينية: Caius) أو غايوس (باللاتينية: Gaius) هو بابا الكنيسة الكاثوليكية من 17 ديسمبر 283 وحتى 22 أبريل 296. ولد كايوس ـ وفقًا لتقليد مسيحي ـ في مدينة سالونا بمنطقة دالماسيا (تسمى حاليًا سولين، وتقع قرب مدينة سبليت الكرواتية). كان أبوه (واسمه كايوس أيضًا) ينتمي إلى أسرة من النبلاء تمت بصلة قرابة إلى الإمبراطور دقلديانوس.
لا يعرف عن كايوس أكثر مما ورد في كتاب الأحبار (باللاتينية: Liber Pontificalis)، الذي يعتمد على قصة أسطورية تروي أحداث استشهاد القديسة سوزانا. تقول الأسطورة إن كايوس قام بتعميد الرجال والنساء الذين اعتنقوا المسيحية على يدي القديس تيبورتيوس (الذي يحتفل بعيده في نفس يوم عيد القديسة سوزانا) والقديس كاستولوس، وتضيف إن كايوس لجأ إلى سراديب روما ومات شهيدًا.